# Саснаж
Сассенаж (фр. Sassenage) — коммуна во Франции, находится в регионе Рона — Альпы. Департамент коммуны — Изер. Входит в состав кантона Фонтен-Сассенаж. Округ коммуны — Гренобль.
Код INSEE коммуны — 38474. Население коммуны на 2007 год составляло 10 631 человек. Населённый пункт находится на высоте от 199 до 1649 метров над уровнем моря. Муниципалитет расположен на расстоянии около 480 км юго-восточнее Парижа, 90 км юго-восточнее Лиона, 6 км северо-западнее Гренобля. Мэр коммуны — Kристиан Куанье (фр. Christian Coigné), мандат действует на протяжении 2008—2020 годов.
Динамика населения (INSEE):

## Города-побратимы
- Месскирх, Германия (1981)
- Сассо-Маркони, Италия (2003)
- Аникщяй, Литва (2010)